# Gerald Ernest Thubron
Gerald Ernest Thubron, britanski general, * 1903, † 1992.